# Dos Ríos (Panama)
Dos Ríos è un comune (corregimiento) della Repubblica di Panama situato nel distretto di Dolega, provincia di Chiriquí. Si estende su una superficie di 18,1 km² e conta una popolazione di 1.634 abitanti (censimento 2010).